# ドネルケバブ

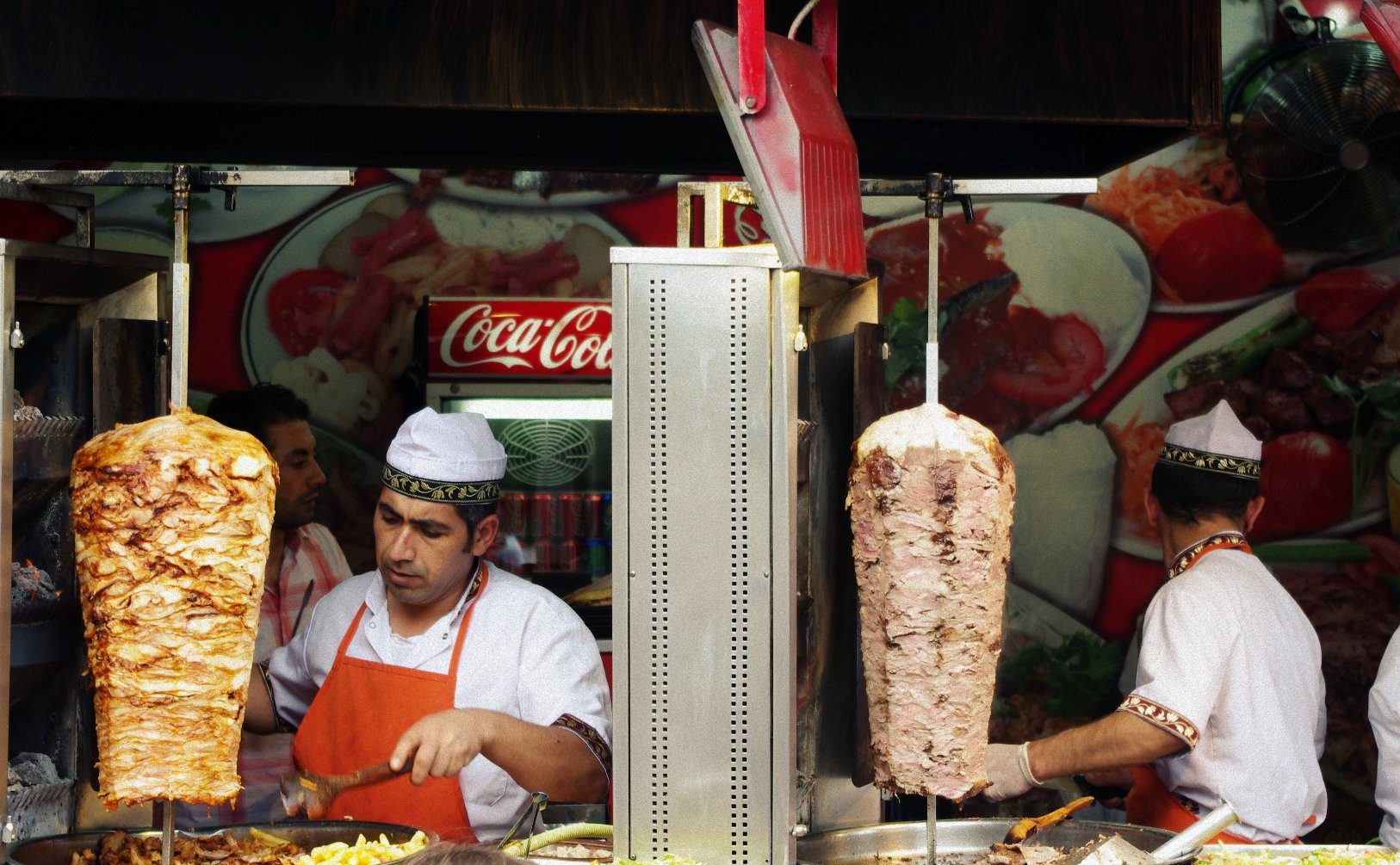
イスタンブールのドネルケバブ店。向かって左は鶏肉の炭火焼、右は子牛肉のガスオーブン焼である

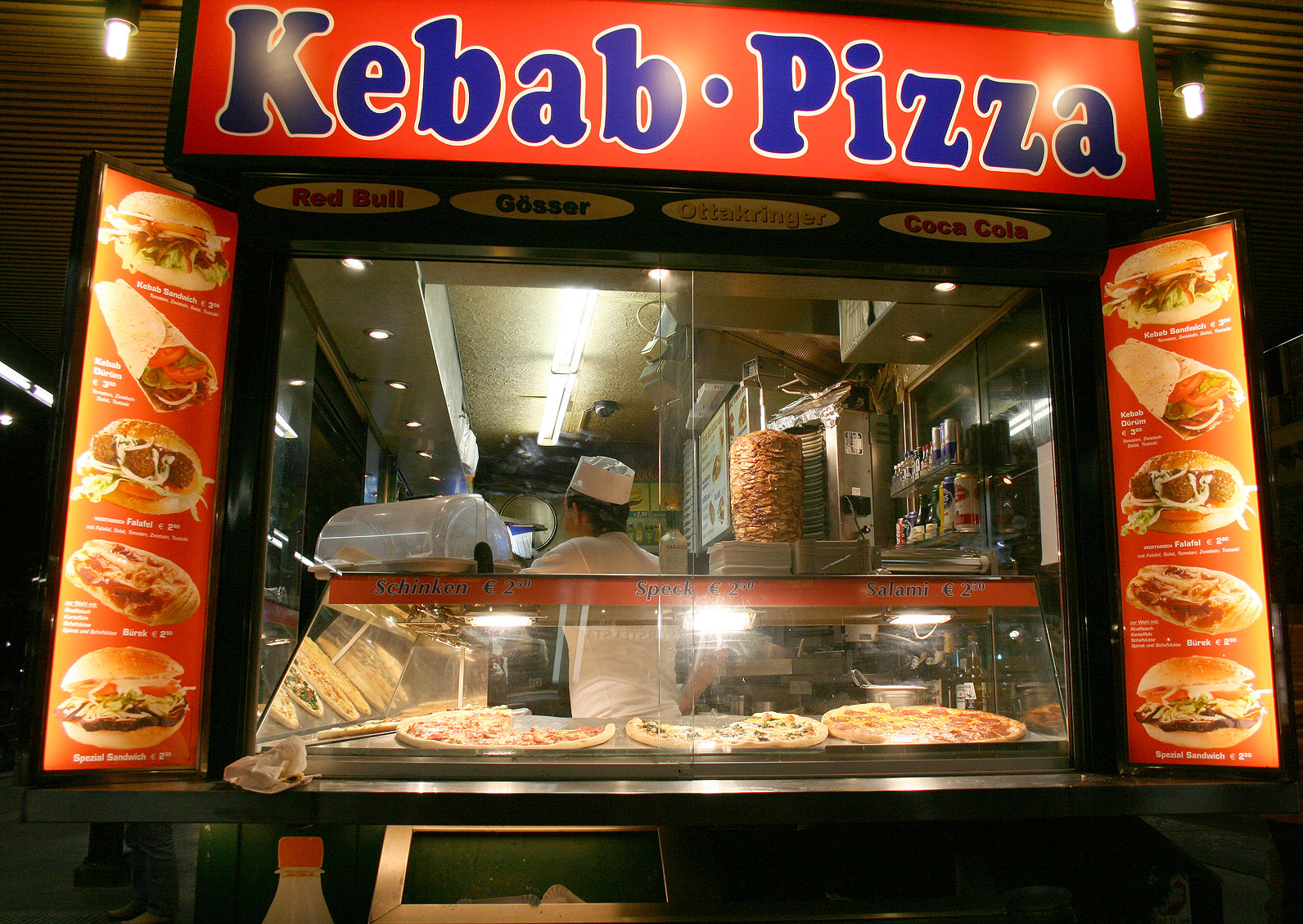
ウィーンの軽食堂。各種のケバブやファラフェル、ピザなどを提供している

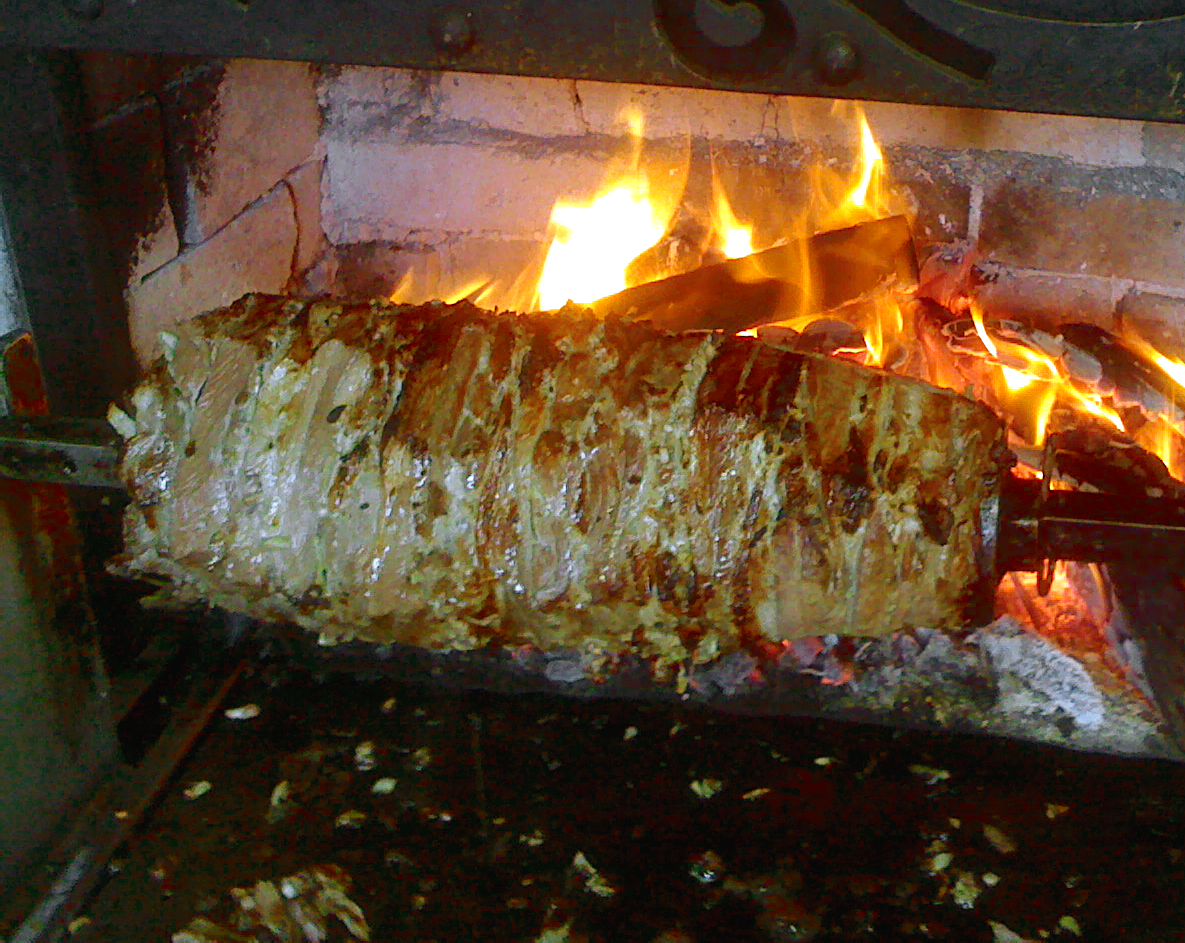
ドネルケバブの原型の一種であるジャーケバブ(Cağ kebabı)

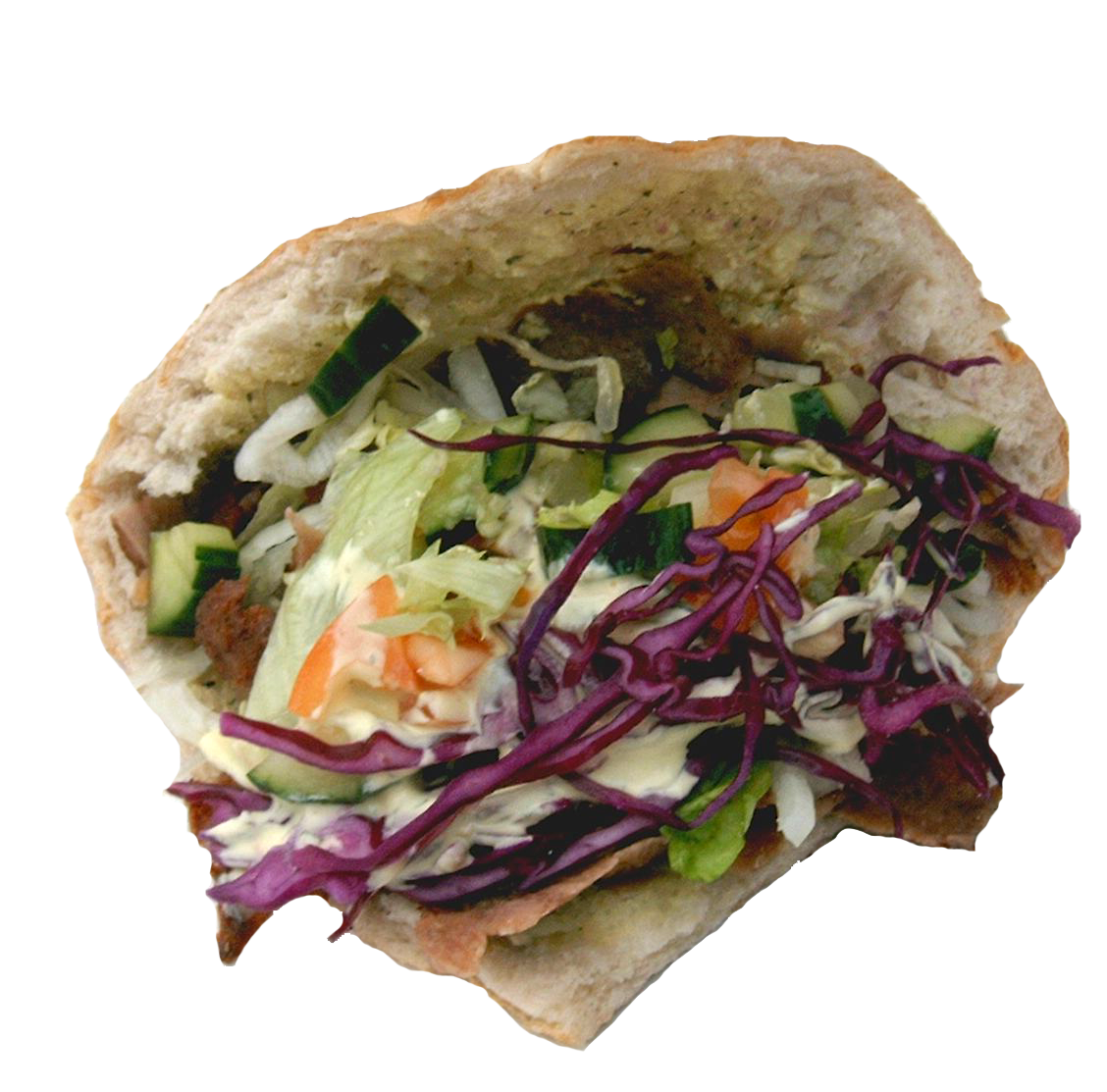
パンに挟んだ一般的なドネルケバブ

ドネルケバブ（トルコ語: döner kebap [dœˈnæɾ keˈbap] デネル・ケバプ）は、ケバブの一種。ドネルケバブの名称はトルコ語で日本語訳すると「回転焼肉」「回転グリル肉」の意。döner [dœˈnæɾ] デネル＝「回転する」＋kebap [keˈbap] ケバプ＝「ケバブ」から来ている。

## 概要
トルコ料理の中でももっともポピュラーな料理の一つ。香辛料やヨーグルト、マリネなどで下味を付けた肉を大まかにスライスして積み重ね、特別な垂直の串に刺し、あぶり焼きにしてから外側の焼き上がった褐色の層を大きなナイフで薄くそぎ落とした肉料理である。
原型はマトンかラム肉のみを使うが、現在では子牛や牛肉、シチメンチョウや鶏肉などが使われている。ライスやサラダを添えてメインディッシュとして、また、屋台などで売られているドネルケバブでは、ピタなどにケバブと野菜をはさみ、好みのソースをかけて食べる方法が広がっている。
トルコ由来の料理であるとされ、ドネルケバブと同じ起源を持つよく似た料理がシリア付近でアラブ料理として定着しシャワルマの名前（イラクではガッス）として広く普及している。さらに、欧州など世界各地にも広がっており、インドなど英語圏ではシャワルマ、ロシアではシャウルマという名前である。

## 歴史
肉を調理する回転肉焼き器（ロティサリー）はアナトリアでは伝統的なもので、あぶり焼きした肉にはピタなどが供されていた。1836年、プロイセン軍人のモルトケはケバブを食したことを記しており、この頃のシシケバブは一般的なグリルであぶり焼きされていた。その直ぐ後にトルコのカスタモヌでハムディHamdiにより最初に積層の肉を垂直に焼く料理が考案された。
彼のレシピはその後、弟子によって受け継がれた。その25年後に、ブルサでドネルケバブが再び発明され、発明者であるイスケンデル (Iskender) にちなみイスケンデルケバブと名付けられた。準備の段階ではマトンのミンチ肉を軽く叩きそれを重ねていた。彼はあぶり焼きしスライスした肉にヨーグルトと融けたバター、スライスしたパンを供し、イスケンデルケバブをレストランで提供していた。ブルサもまたドネルケバブを形作っている。ハムディのケバブかイスケンデルケバブどちらが垂直にあぶり焼きするケバブの発案者かはっきりとしていない。
これらに似た垂直の串に刺し回転肉焼き器で調理される料理には、アラビア料理のシャワルマやギリシャ料理のギロピタにも見られる。シャワルマは一般的には、ドネル・ケバブとほぼ同じ物と解釈されているが途中で枝分かれしたため肉にまぶす香辛料、組み合わせるパンの種類、かけるソースの配合などにおいて違いがある。そして、英語圏ではシャワルマ (شاورما) の英語読みである「シャウォーマ」が一般的に使われている。
トルコ東部のエルズルムのジャーケバブ (Cağ kebabı) は垂直では無く真横にして回転させながらローストする。これもドネルケバブの原型と言われている。イスタンブールではトプカプ宮殿内のレストランなどごく限られた場所で1940年代から供されるようになった。1960年代半ばからはビュッフェやスナックバー、通りの屋台等でピタに供されるスタイルが一般的になって来た。誰が最初にドイツでケバブのスナック店を開業させたのかは明らかではないが、言い伝えによれば1970年代にベルリンのコットブッサー・ダム (Kottbusser Damm) で始まったとされている。しかし、他の人が最初にケバブを提供していたという主張もある。
最初にベルリンに登場してから後のドイツでは、ドネルケバブはポピュラーなスナックとして広まっており、ドネルをドイツ語読みした「デーナー」の名称で呼ばれている。毎日、200から300トンあまりが消費され、1998年には15億ユーロ、2011年には16,000のドイツのファーストフード店で35億ユーロの売り上げがある。1990年代半ばからはドネルケバブはオーストリアやスイスでも一般的になってきている。ドイツ語圏での共通のドネルケバブのタイプはトルコのそれとは異なりピタにガーデンサラダ、スライスしたトマト、キュウリ、タマネギ、白や赤のキャベツにマヨネーズやヨーグルトのソース、他のバージョンとしてガーリックやハーブ、カレー等を加えもはや伝統的なトルコ料理には属していない。さらには肉の代わりにチーズをはさむなどのベジタリアン・ケバブを提供する店舗もある。
ドネルケバブの串は通常、4から5層になっておりヨーグルトやスパイス、マリネで混ぜ込まれ下味が付けられた肉の層と脂肪の層で構成されている。用意されたケバブ串の重さは20から40ポンドある。多くのレストランや屋台では自ら製造しているが、製品化された業務用のケバブ肉を購入している所もある。ドイツには400ほどのケバブ肉を製造する業者があり、その中でもレムズィ・カプランRemzi Kaplanはドネルケバブの業界をリードしている。スイスではCeDe Royal Dönerが60%のシェアを占めている。1980年代には大量生産されるドネルケバブが始まり、この時期ケバブ肉の品質に関する規定やガイドラインなどが整備された。
1990年代のBSE問題が発生して以降、鶏肉やシチメンチョウの肉を使うケバブが増えた。これらはドネルケバブとは呼ばれず、チキンドネル (Chicken-Döner) や他の呼び方 (Hähnchen-Döner, Tavuk Döner) で呼ばれている。また、1990年代は薄いパンであるドゥルム (Dürüm) を巻いて食べるケバブDürüm Dönerも広まった。また、"Doner box" とよばれる箱にケバブとフライドポテト、レタス、トマト、オニオンやライスにソースを混ぜてフォークで食べるファストフードも登場している。ドネルケバブが広がる一方で、粗悪品の問題も発生している。

## 日本での状況

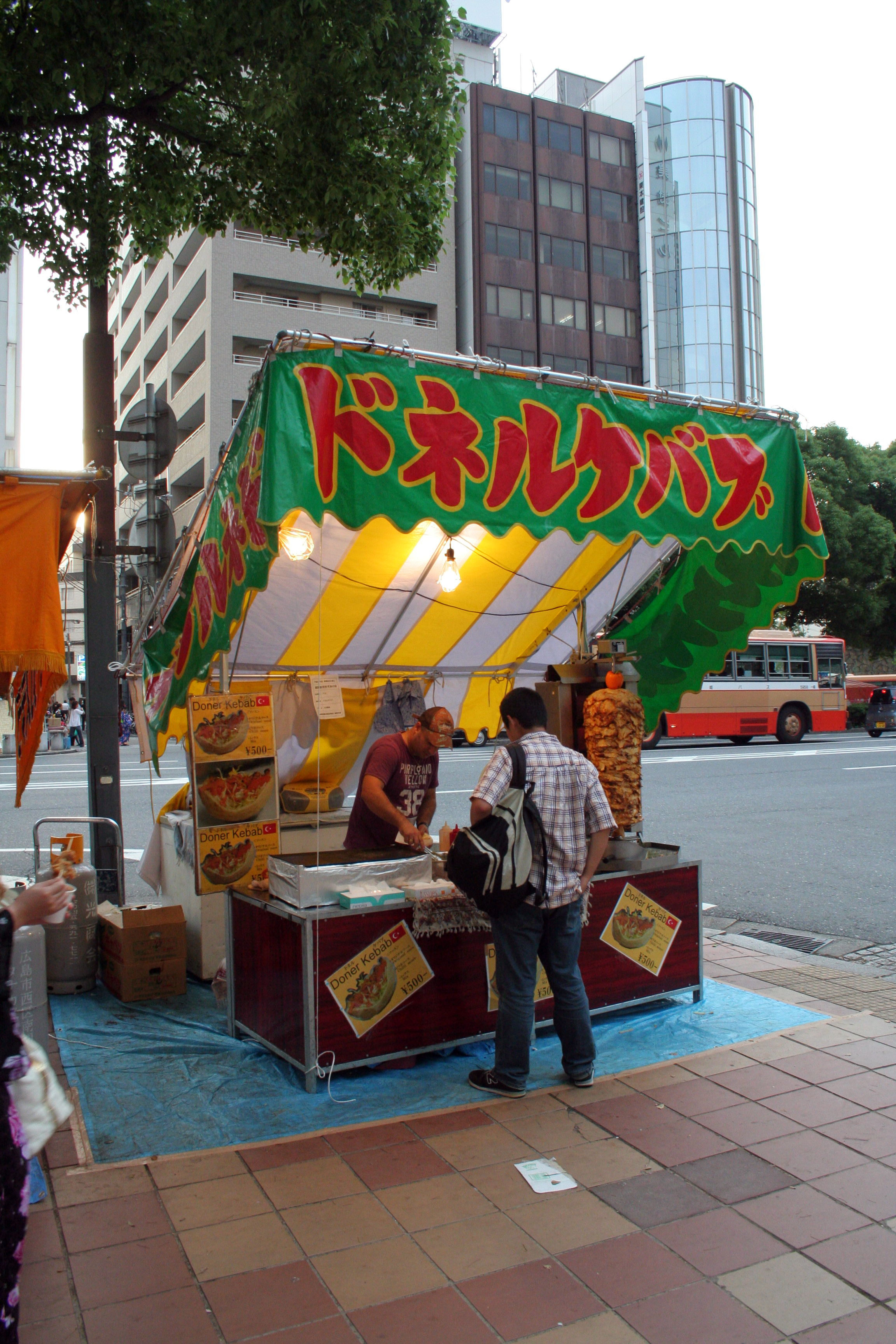
屋台（姫路ゆかたまつり）

日本ではドネルケバブは秋葉原や歌舞伎町、上野アメ横などの都市部から店舗や屋台、移動販売車など様々な形で売られている。日本人の味覚に合うように味が調整され肉の下味を付ける段階で強い香辛料は除かれ、野菜はキャベツだけを使い、ソースも本場のヨーグルトソースではなくマヨネーズをベースとしたソースを使うものも見られる。ハラールである事を表出している店もある。